# Monique Coleman
Monique Coleman (Orangeburg, Carolina del Sud, 13 de novembre de 1980) és una actriu estatunidenca.
Probablement és més coneguda per la seva aparició en la pel·lícula original de Disney Channel, High School Musical com a co-estrella; on fa el paper de Taylor McKessie, la millor amiga de Gabriella Montez (Vanessa Anne Hudgens). Monique també està competint a ¡Mira quién baila! 3 en la versió estatunidenca. També va participar en la sèrie Disnney Channel Zack i Cody: Bessons en Acció com a Mary-Margaret, i en la pel·lícula Free the Nipple (2014).